# Carex echinochloe
Carex echinochloe är en halvgräsart som beskrevs av Gustav Kunze. Carex echinochloe ingår i släktet starrar, och familjen halvgräs.

## Underarter
Arten delas in i följande underarter:
- C. e. echinochloe
- C. e. nyasensis